# Fritz Heider
Fritz Heider (* 19. Februar 1896 in Wien; † 1. Februar 1988 in Lawrence, Kansas, USA) war ein österreichischer Psychologe   gestalttheoretischer Orientierung, der seit 1930 in den USA lebte und arbeitete.
Heider wurde im deutschsprachigen Raum vor allem mit dem Aufsatz „Ding und Medium“ bekannt. Er gilt als der Begründer der Attributionstheorie sowie der P-O-X-Balancetheorie und erforschte naiv-psychologische Ansichten.

## Leben
Fritz Heider wurde 1896 als Sohn von Moriz und Eugenie in Wien geboren. Als er ein halbes Jahr alt war, zog die Familie nach Graz in der Steiermark. Dort war sein Vater Architekt bei der Landesregierung. Als Heider sechs Jahre alt war, entschieden sich die Eltern aufgrund seines sensiblen und nervösen Gemüts gegen den Besuch einer öffentlichen Schule. Stattdessen erhielt er häuslichen Privatunterricht von einer Lehrerin. Mit neun Jahren besuchte er eine öffentliche Vorbereitungsklasse für zukünftige Gymnasiasten und Realschüler. 1906 verletzte Heider sich beim Spielen mit einer Zündkapsel am linken Auge. Durch eine Explosion vor seinem Gesicht wurde seine Netzhaut verletzt, was zum Erblinden des linken Auges führte. Dieser Umstand bewahrte ihn später vor dem Militärdienst im Ersten Weltkrieg. Mit zehn trat er zunächst auf das Realgymnasium über, wechselte aber bereits kurze Zeit später auf ein privates Gymnasium über, das auch von seinem zwei Jahre älteren Bruder Eduard besucht wurde. Später entschloss er sich, mit zwei Schulkollegen auf das staatliche Gymnasium zu wechseln, da dies einen höheren Lehrstandard versprach.
Nach dem Abitur begann er Architektur zu studieren, brach dieses Studium jedoch ab. Dann fing er mit dem Jurastudium an, das er aber ebenfalls abbrach. Es folgten vier Jahre weiteren Studiums der Psychologie und Philosophie an der Universität Graz. Im März 1920 promovierte er bei Alexius Meinong mit einer Arbeit über Kausalität. Ab 1921 hielt er sich in München und Berlin auf, wo er mit Max Wertheimer zusammenarbeitete. 1927 wurde er Assistent bei William Stern in Hamburg. Ab Herbst 1930 arbeitete er am Smith College bei Kurt Koffka in Northampton (Massachusetts). Bereits drei Monate nach seiner Ankunft heiratete er zu Weihnachten 1930 Grace Moore, eine Mitarbeiterin, mit der er später Kurt Lewins „Grundzüge der topologischen Psychologie“ ins Englische übersetzte. Mit ihr hatte er drei Söhne: John, Karl und Stephan. 1947 wurde er an die University of Kansas berufen. 1958 entstand sein Hauptwerk „The Psychology of Interpersonal Relations“ in enger Zusammenarbeit mit der Lewin-Schülerin Beatrice Ann Wright 1965 wurde er zum „University Distinguished Professor“ ernannt. Im folgenden Jahr, 1966, wurde er pensioniert.
Heider war mit Grace Moore Heider (1903–1995) verheiratet, die sich vor allem mit gestalttheoretischen Forschungsarbeiten in der Kinderpsychologie einen Namen gemacht hat. Gemeinsam führte das Ehepaar Heider 1928–1940 an der „Clarke School for the Deaf“ in Northampton, Massachusetts, bahnbrechende Forschungen über die Psychologie der Gehörlosigkeit durch.

## Wirken
Heider unterhielt Beziehungen zu wichtigen Psychologen des 20. Jahrhunderts, darunter Charlotte und Karl Bühler, William Stern, den Gestaltpsychologen Wolfgang Köhler, Max Wertheimer und Kurt Koffka und vor allem Kurt Lewin. Bereits 1944 schrieb er einen Aufsatz über soziale Wahrnehmung. Im gleichen Jahr veröffentlichte er mit seiner Schülerin Marianne L. Simmel die als Heider-Simmel-Studie bekannt gewordenen Experimente zu seiner Attributionstheorie.
Heider gilt mit seinen bahnbrechenden Forschungen zur Psychologie interpersonaler Beziehungen als Wegbereiter einer „Psychologie des Alltags“.
Eine Aussage der Balancetheorie ist: Der Feind meines Feindes ist mein Freund. Diese Aussage hatte lange keinen wissenschaftlichen Beweis, bis 2024 eine Arbeitsgruppe unter István Kovács ihrer Richtigkeit zeigen konnte.
Der Nachlass wird im Psychologiegeschichtlichen Forschungsarchiv (PGFA) der Fernuniversität in Hagen verwahrt.

## Ehrungen
- 1959: „Lewin Memorial Award“ der „Society for the Psychological Study of Social Issues (SPSSI)“
- 1965: Distinguished Scientific Contribution Award
- 1981: Ehrendoktorwürde der Universität Graz
- 1981: Aufnahme in die American Academy of Arts and Sciences
- 1987: Psychological Science Gold Medal

## Werke
- Ding und Medium, Kulturverlag Kadmos: Berlin 2005, ISBN 3-931659-71-2 (erstmals 1926).
- Das Leben eines Psychologen. Eine Autobiographie, Huber: Bern 1984; Beltz: Weinheim 2004, ISBN 3-407-22756-6.
- Psychologie der interpersonalen Beziehungen (Originaltitel: The psychology of interpersonal relations), Klett: Stuttgart 1977, ISBN 3-12-923410-1.